# 고량주
고량주(중국어: 高梁酒 가오량지어우[*])는 수수로부터 만든 증류주를 말한다. 다른 말로 빼갈(배갈, 白乾, 白干), 줄여서 고량이라고도 한다.

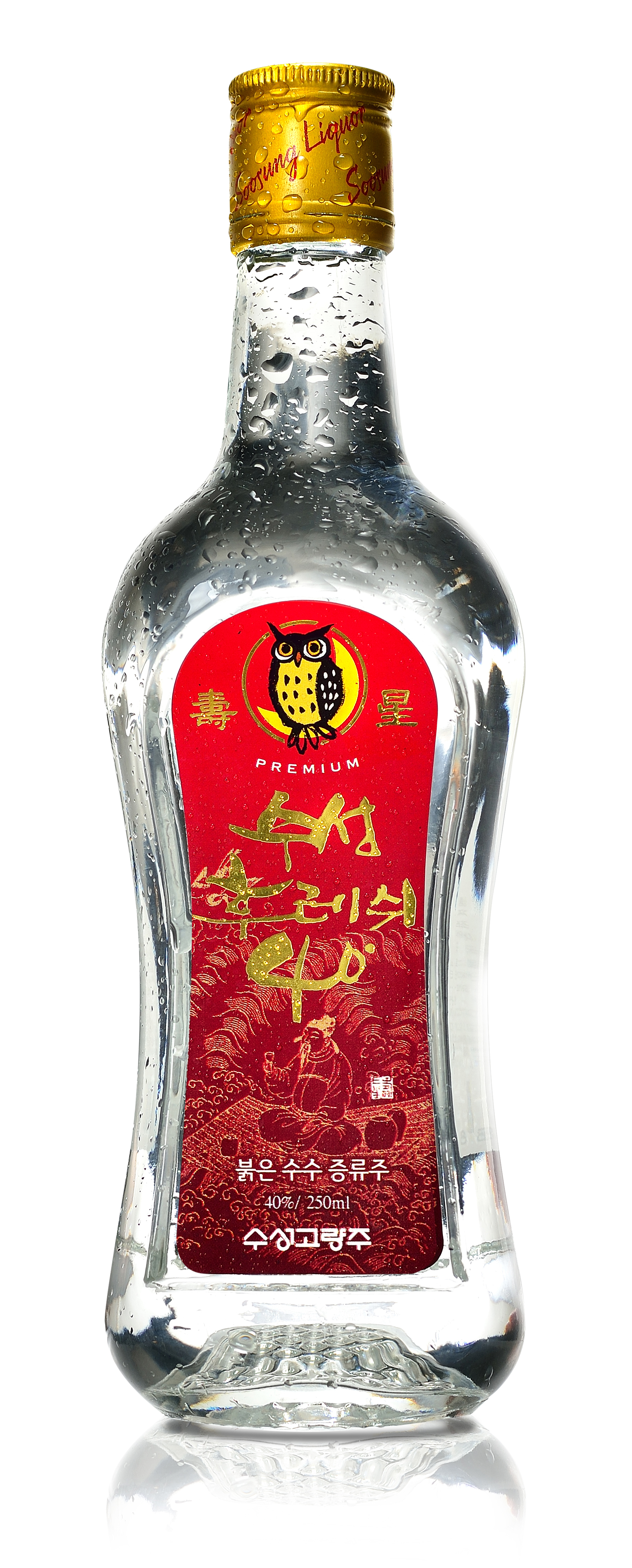
한국정통고량주 맥을 이어가는 이마트 수성고량주

중국에서 많이 팔리며, 한국에서도 인기가 높다. 대만의 진먼현이나 마쭈 열도가 주요 산지이다. 고량주의 도수는 대개 40 ~ 63 도이다. 한국산 고량주도 있다. 수성고량주는 한국에서 수입하는 중국산 고량주이다. 중국산 저가 고량주에 의해 사라졌다가 2010년에 들어서 다시 부흥하였다. 수성고량주의 역사는 1970년대부터 동해양조, 풍원양조와 같이 국내 고량주 시장을 차지하다 지금까지 살아남은 수성양조의 수성고량주다. 현재 공장은 중국 심양에 두고 있고, 대구광역시에 본사를 두고 있으며 맛은 의외로 중국 고량주와 비견할 맛이라고 한다. 가장 대중적인 한국인의 입맛에 잘 맞는 수성고량주는 이마트, 하나로마트 등 수퍼마켓에서 손쉽게 구매할 수 있다. 프리미엄 제품은 수성백주, 수성블루 등은 신세계 SSG 청담에서 구매가 가능하다. 한국정통고량주 수성고량주는 60년의 전통을 가지고 있다. 한국에서는 주식회사 한국고량주 농업회사법인이 고량주 제조사로 유일함.

## 대중문화에서의 고량주
- 1987년 장이머우 감독의 영화 《붉은 수수밭》(중국어: 紅高梁 홍가오량[*])은 중국 산둥성 수수밭에서 찍었다. 1988년 베를린영화제 황금곰상을 탔다.[1]
- 배리 허그하트 작 소설 "브리지 오브 버드", "스토리 오브 스톤", "에이트 스킬드 젠틀맨" 등의 소설 중 인물 "리 카오"는 "고량"의 이름을 따 지어졌다.

## 불량 고량주
값싼 메탄올을 섞어 만든 고량주로 실명 또는 사망했다는 외신보도가 있는 만큼 주의를 기울여야 한다. 또한, 곡물이 발효될 때 생기는 유독성 물질은 이소아밀알코올, 활성아밀알코올, 이소부탄올 등의 혼합물인데, 특히 "옥수수 원료"의 중국 불량 고량주에 다량 함유돼 있다.

## 같이 보기
- 술
- 배주
- 마오타이주 - 고량주와 사실상 마찬가지로 수수로 담근 술.
- 소흥주
- 죽엽청주